# Henriette Martinez
Pour les articles homonymes, voir Martinez.
Henriette Martinez est une femme politique française, née le 10 juillet 1949 à Laragne-Montéglin (Hautes-Alpes).

## Biographie

### Carrière professionnelle
Professeur certifiée d'italien, elle a d'abord enseigné au collège de Laragne-Montéglin, puis au lycée Aristide Briand de Gap.

### Carrière politique locale
Elle adhère au RPR en 1984 et devient militante puis cadre, dans la fédération des Hautes-Alpes  
Elle est entrée en politique en 1989 en étant élue conseillère municipale de Laragne-Montéglin. Le 6 août 1991, elle est élue maire, fonction qu'elle exerce jusqu'au 16 mars 2008.
Le 8 septembre 1991, elle devient la première femme membre du conseil général des Hautes-Alpes. Elle en a été vice-présidente de 1998 à 2001, année où s'est achevé son dernier mandat départemental.
Elle a également été membre du conseil régional de Provence-Alpes-Côte d'Azur de 1992 à 1993 et de 1998 à 2004.

### Députée des Hautes-Alpes
Elle est une première fois élue députée le 28 mars 1993, pour la Xe législature (1993-1997), dans la 1re circonscription des Hautes-Alpes, en battant le député sortant Daniel Chevallier (PS) élu depuis 1981. Ce dernier tiendra cependant sa revanche en retrouvant son siège en 1997.
Elle retrouve les bancs de l'Assemblée nationale pour la 12e législature en battant à nouveau Daniel Chevallier le 16 juin 2002 avec 52,70 % des voix au second tour. 
Elle a alors participé à la Mission d'information parlementaire sur l'accompagnement de la fin de vie et à celle relative à la famille et aux droits de l'enfant, et est membre du comité d’honneur de l'association pour le droit de mourir dans la dignité. Elle est très impliquée dans les questions relatives à la protection de l'enfance et la lutte contre la maltraitance des enfants. En tant que présidente du groupe d'études « population et développement » de l'Assemblée Nationale, elle travaille sur l'aide publique au développement dès 2002. 
Elle a été réélue députée le 17 juin 2007, pour la 13e législature (2007-2012), en battant au deuxième tour Karine Berger (PS) avec 51,77 % des suffrages. Elle siège dans le groupe UMP. Elle appartient à la commission des affaires étrangères dont elle est pendant toute la législature le rapporteur de la mission Aide publique au développement. Elle est membre de la délégation de l'Assemblée nationale aux droits des femmes et à l'égalité des chances entre les hommes et les femmes. Elle est surtout, par délégation du président de l'Assemblée nationale, présidente de la section française de l'Assemblée parlementaire de la francophonie et à ce titre elle est vice-présidente de cette assemblée au niveau international. 
Elle a démissionné de l'UMP en décembre 2007 puis réadhéré au printemps 2008.
Elle est, en 2011, l'un des deux députés UMP à se déclarer favorable au mariage homosexuel lors d'un débat organisé à l'Assemblée nationale,.
En 2012, elle ne se représente pas aux élections législatives et est remplacée par Karine Berger (PS).
En septembre 2013, elle annonce sa candidature sur la commune de Laragne-Montéglin qu'elle a perdu en 2008 après en avoir été maire pendant 17 ans.
La liste qu'elle conduit « Rassembler pour agir » l'emporte au 2e tour des élections municipales le 30 mars 2014.  
Elle est élue maire le 5 avril 2014 avec une majorité de 19 sièges sur 27.
Elle est élue présidente de la communauté de communes du Laragnais jusqu'au 1er janvier  2017 date de la fusion avec le sisteronais. 
Elle est élue alors 2e vice-présidente de la nouvelle communauté de communes du Sisteronais Buech et déléguée aux finances. 

### Après la députation
Elle soutient la candidature de François Fillon pour la présidence de l'UMP lors du congrès d'automne 2012.
Elle préside la fédération UMP des Hautes-Alpes. 
Elle est conseillère municipale d'opposition dans sa commune de Laragne-Monteglin de 2008 à 2014.
Elle est  réélue maire de Laragne en 2014et présidente de la communauté de communes du Laragnais. 
Elle est élue en 2016 Présidente du Parc Naturel Régional des Baronnies provençales.
Elle est ensuite élue Présidente du réseau des parcs naturels régionaux de PACA 
Elle est élue aussi 4e vice-présidente de la fédération des Parcs naturels régionaux de France. 
Elle soutient François Fillon pour les primaires de la droite et du centre. 
Pour l'élection présidentielle de 2017 elle préside le comité de soutien de François Fillon dans les Hautes-Alpes. 

### Depuis 2018
Sa carrière politique prend fin le 1er octobre 2018 par sa démission de tous ses mandats à la suite d'un drame personnel : le décès de son fils Nicolas, emporté par un infarctus à l'âge de 40 ans, laissant seules son épouse et sa fille de 4 ans et demi.
Henriette Martinez est remplacée par Jean Marc Duprat, son 1er adjoint à la Mairie de Laragne. Il lui succède aussi à la 2e vice présidence de la communauté de communes du Sisteronais-Buech. Elle laisse alors la présidence du Parc naturel régional des Baronnies Provencales à Claude Aurias son 1er Vice président, conseiller régional AURA.
Elle vit à Laragne, sa ville natale, restant conseillère municipale de la commune jusqu'à la fin du mandat, en 2020. 

## Mandats
Député
- 02/04/1993 - 21/04/1997 : Députée de la 1re circonscription des Hautes-Alpes
- 19/06/2002 - 19/06/2007 : Députée de la 1re circonscription des Hautes-Alpes
- 20/06/2007 - 17/06/2012 : Députée de la 1re circonscription des Hautes-Alpes
  - En 2012 elle choisit de ne pas briguer un nouveau mandat législatif.

Conseillère régionale
- 23/03/1992 - 30/03/1993 : Membre du Conseil régional de Provence-Alpes-Côte d'Azur
- 16/03/1998 - 28/03/2004 : Membre du Conseil régional de Provence-Alpes-Côte d'Azur

Conseillère générale
- 08/09/1991 - 27/03/1994 : Membre du Conseil général des Hautes-Alpes. Elle devient la 1re femme élue conseillère générale des Hautes-Alpes
- 28/03/1994 - 23/03/1998 : Membre du Conseil général des Hautes-Alpes
- 23/03/1998 - 18/03/2001 : 1er Vice-présidente du Conseil général des Hautes-Alpes, chargée du patrimoine et de  la culture .

Conseiller municipal / Maire
- 20/03/1989 – 06/08/1991 : Conseillère municipale de Laragne-Montéglin (3 296 hab.), Hautes-Alpes
- 06/08/1991 - 18/06/1995 : Maire de Laragne-Montéglin
- 19/06/1995 - 18/03/2001 : Maire de Laragne-Montéglin
- 19/03/2001 - 16/03/2008 : Maire de Laragne-Montéglin
- 2008-2014 : Membre du Conseil municipal de Laragne-Montéglin, Hautes-Alpes
- depuis le 05/04/2014 : Maire de Laragne-Montéglin[4]

Mandats intercommunaux
- 1995 à 2008 et depuis 2014 : Présidente de la Communauté de communes du Laragnais

- Présidente du Parc naturel régional des Baronnies provençales